# Walking the Blues
«Walking the Blues» — пісня американського блюзового музиканта Джека Дюпрі і Mr. Bear, випущена синглом у 1955 році на лейблі King. У 1955 році пісня посіла 6-е місце в чарті R&B Singles журналу «Billboard».

## Оригінальна версія
Пісня була написана піаністом Джек Дюпрі і саксофоністом Тедді Макреєм під псевдонімом Бейр.
Сесія звукозапису відбулась 29 травня 1955 року в Цинциннаті, Огайо, в якій взяли участь Дюпрі (вокал, фортепіано), Тедді Макрей (притупування ногою) і Джо Вільямс (контрабас). Пісня вийшла у 1955 році на лейблі King на синглі із «Daybreak Rock» на стороні «Б». «Walking the Blues» стала хітом і в 1955 році пісня посіла 6-е місце в хіт-параді R&B Singles журналу «Billboard».

## Версія Віллі Діксона
У липні 1955 року басист Віллі Діксон перезаписав пісню з гуртом the Allstars для чиказького лейблу Checker (дочірного Chess). Пісня вийшла у серпні 1955 року на синглі (Checker 822) із «If You're Mine» на стороні «Б» і у вересні 1955 року також посіла 6-е місце в хіт-параді R&B Singles.